# Дюшен, Роза Филиппина
Ро́за Филиппи́на Дюшен (фр. Rose Philippine Duchesne; 29 августа 1769[…], Гренобль, Дофине, Королевство Франция — 18 ноября 1852[…], Сент-Чарльз, Миссури) — французская католическая монахиня и педагог. Наряду с Мадлен-Софи Бара была одной из первых членов конгрегации Сестёр Святейшего Сердца Иисуса, впоследствии стала основательницей первых общин данной Конгрегации в США, где на фронтире Среднего Запада провела вторую половину жизни.
Беатафицирована Римско-католической церковью 12 мая 1940 года, канонизирована 3 июля 1988 года.

## Биография
Родилась в богатой многодетной семье в 1769 году в Гренобле. Получила образование в монастыре сестёр-визитанток (Конгрегация Посещения Пресвятой Девой Марией Елизаветы), там же почувствовала призвание к созерцанию и монашескому образу жизни, вступила в конгрегацию, как только ей исполнилось 18 лет, но спустя два года произошла Великая французская революция, новые власти закрыли все монастыри и разогнали монашествующих.
На протяжении 11 лет Филиппина оставалась в миру: навещала в тюрьме священников, обучала беспризорных и помогала бедным.
По окончании революционного террора выкупила монастырь сестёр-визитанток Святой Марии на Горе (St. Marie d’en Haut) и открыла в нём школу для девочек.
В декабре 1804 года присоединилась к Конгрегации Святейшего Сердца Иисуса, недавно основанной Магдалиной Софией Бара. В течение нескольких лет исполняла миссию новой Конгрегации.

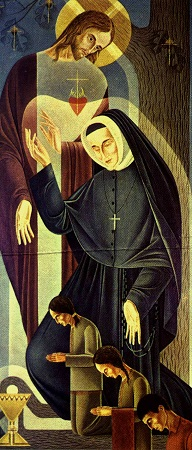
Филиппина передает индейцам веру в евхаристию

Епископ Луизианы навестил главный дом конгрегации в Париже и попросил сестёр открыть школы для его паствы. Магдалина София Бара дала согласие и в 1818 году Филиппина Дюшен с тремя сёстрами отправились в Америку. Путешествие через Атлантику из Бордо до Нового Орлеана длилось 40 дней. Сёстры приплыли в Новый Орлеан в Торжество Святейшего Сердца Иисуса.
По желанию епископа сёстры отправились по реке Миссисипи в Сент-Луис, а потом в Сент-Чарльз, где Филиппина открыла первую школу для девочек. Потом были открыты школы во Флориссанте и Сент-Луисе. Европейское образование, подчёркивающее необходимость серьезных знаний и духовного развития ребёнка, привлекало множество учениц. Появились новые призвания и в скором времени в Луизиане были открыты еще три дома и столько же школ.
Филиппина была их настоятельницей, заботилась о жизни в общинах, уровне образования, финансах новой миссии.
Сёстры жили в нелёгких условиях, Филиппина сама выращивала овощи, рубила дрова, кормила скот, чинила обувь и одежду, заботилась о больных и изготавливала мыло и свечи для общины, спала в каморке под лестницей, чтобы после ночных бдений не мешать сёстрам в общей спальне.
Пыталась поддерживать тесную связь с Магдалиной Софией Бара, находившейся во Франции, но мешали расстояние и медленная работа почты. Многочисленные письма Филиппины и записи в домашних книгах говорят о предельных трудностях, чувстве одиночества, переживаниях неудач, скорби, когда эпидемии уносили жизни молодых сестёр и учениц.
Ближе к концу жизни её мечта принести Евангелие американским индейцам сбылась благодаря миссионеру-иезуиту Пьеру-Жану Де Смету. Он позвал её в Шугар Крик в Канзасе. Филиппина прожила там только год, так и не сумев выучить язык индейцев, но оставила в их сердцах глубокую память как «женщина, которая постоянно молится». Из-за состояния здоровья она вынуждена была вернуться в Сент-Чарльз, где умерла 18 ноября 1852 года в возрасте 83 лет.

## Признание и наследие
Признана одной из выдающихся женщин США, имя которой «не должно быть забыто»: оно выбито на Арке в Сент-Луисе (часть Национального Мемориала Т. Джефферсона). В 1940 году причислена к лику блаженных, канонизирована папой Иоанном Павлом II в 1988 году. Её мощи находятся в часовне монастыря Святейшего Сердца Иисуса в Сент-Чарльзе, в штате Миссури.
Движимая миссионерским духом Филиппины, Конгрегация Святейшего Сердца Иисуса (Sacré Cœur) основала школы в Канаде, Мексике, Южной Америке, Новой Зеландии и других англоязычных странах.
По состоянию на середину 2010-х годов сёстры Конгрегации Святейшего Сердца Иисуса работают в 37 странах мира.